# NGC 996
NGC 996 este o galaxie eliptică situată în constelația Andromeda. A fost descoperită în 7 decembrie 1871 de către Édouard Stephan⁠(d). Se află la o distanță de 62,34 de megaparseci de Pământ.